# منخرالشجاع
مِنخَرالشُجاع (سوراخ بینی دلاور) یا سیگما مار باریک یک ستاره است که در صورت فلکی مار باریک قرار دارد.